# ТУ8П形気動車
ТУ8П形気動車（ロシア語: ТУ8П）は、カムバルカ機械製作工場が1988年より製造している単端式気動車である。形式名の「ТУ8П」は、「Тепловоз Узкоколейный, тип 8, для перевозки Пассажиров」の頭文字を取ったものであり、「狭軌用ディーゼル機関車8形旅客輸送型」を意味する。

## 概要
日本の軽便鉄道に相当する「狭軌鉄道」（軌間750mm - 1067mmの鉄道路線）における旅客・人員輸送を目的に、1988年よりТУ8形ディーゼル機関車の操重車型であるТУ8Г形操重車をベースとして製造された。当初は狭軌鉄道向けに製造されたが、0058号車以降はソ連・ロシアの一般的な軌間である1520mmの鉄道路線向けに製造された。単端式気動車ではあるが、転車台やデルタ線に依存せず、保線用のモーターカーのようにジャッキアップしてその場で方向転換をすることも可能である。

## 歴史
カムバルカ機械製作工場では、従来狭軌鉄道向けにТУ6П形を製造していたが、1988年よりその改良型である本形式を製造した。0001号車から0008号車までの一次車はオリジナルの仕様で製造されたが、0056号車以降は55番台として、既存のТУ6П形を改造し本形式に編入した。また、先述の通り0058号車以降は全車が軌間が1520mmに改められた。
0084号車以降は顧客の要望に基づき、「АМ1形」と形式名が変更されたが、仕様は従来のТУ8П形と同じである（デミホヴォ機械製作工場が軌間750mmの狭軌鉄道路線向けに製造したАМ1形気動車形とは無関係）。

## 運用
0007・0008・0056・0057号車の4両はサハリンの鉄道向けに投入された。1990年には、ウズベキスタンのジザフ州にあるグブチャ子供鉄道向けに0003・0004号車の2両が投入された。

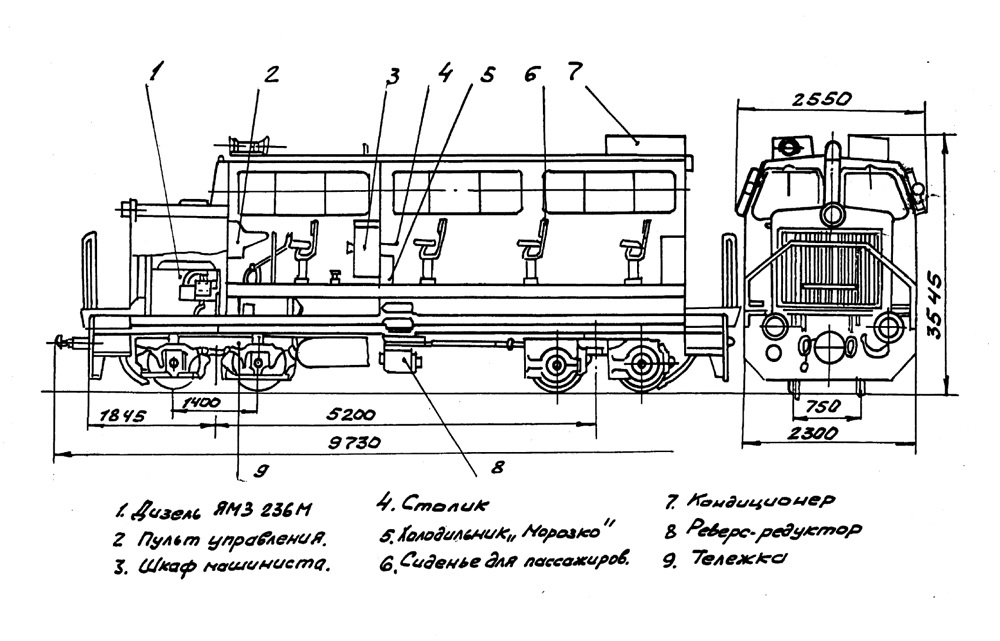
形式図
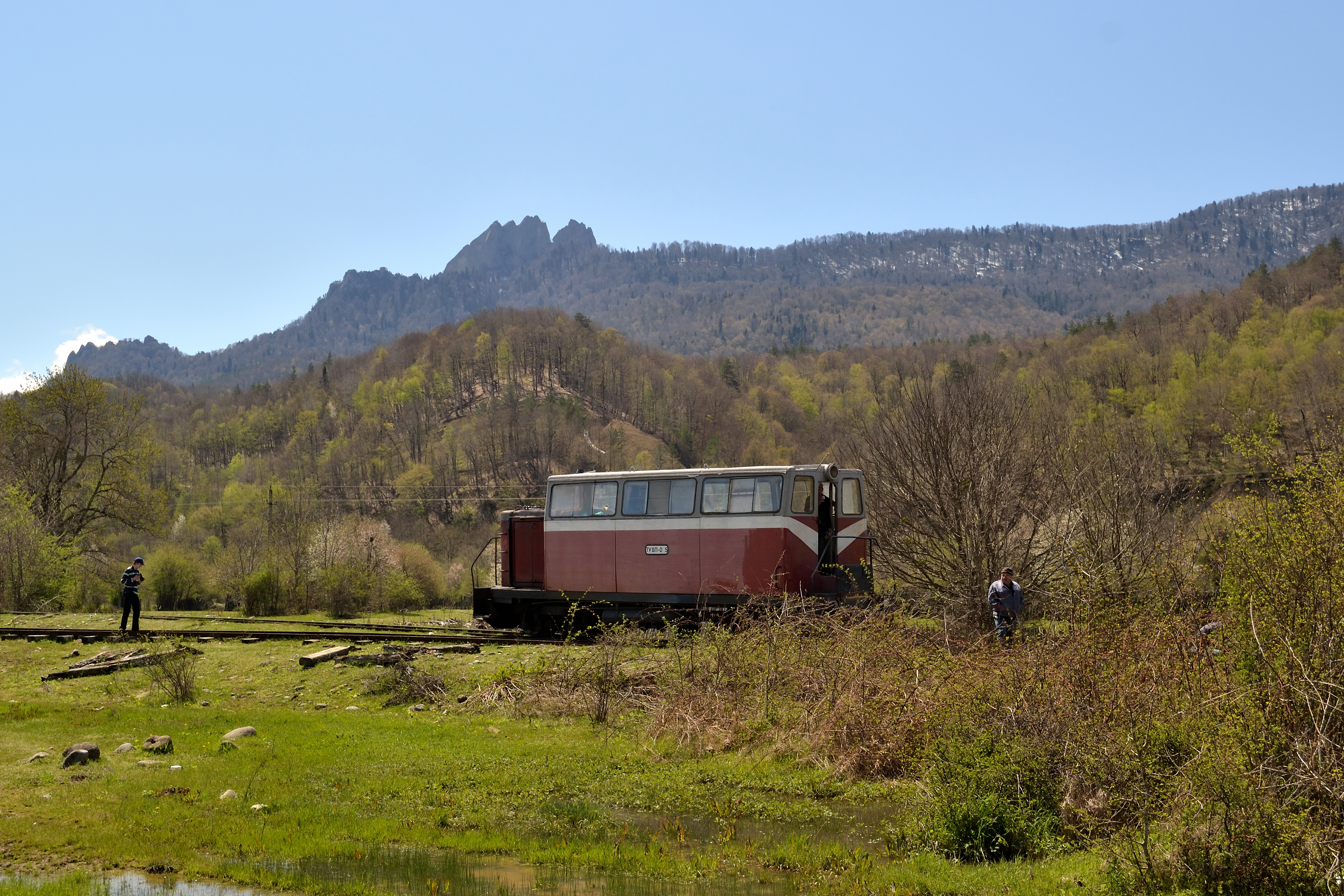
アプシェロンスク狭軌鉄道で運用される0005号車